# Axams
Axams is een gemeente in het district Innsbruck Land van de Oostenrijkse deelstaat Tirol.
Axams is de belangrijkste en dichtstbevolktste gemeente in het westelijke middelgebergte rondom Innsbruck. De dorpsnaam Axams komt oorspronkelijk uit het Keltisch en betekent zoiets als plaats op een heuvel. Het gemeentewapen bestaat uit een gouden naarboven gerichte driehoek op een blauwe achtergrond met daarin een blauwe vlasbloem. Deze bloem refereert aan de beroemde vezelvlasteelt die tot de 20e eeuw erg belangrijk was voor de gemeente. De 81 boerderijen gebruiken de 332 ha beschikbare landbouwgrond met name als weidegrond (70%) en in mindere mate voor akkerbouw (30%).
De bevolking van Axams is de afgelopen decennia sterk gegroeid. Omdat Axams erg gunstig gelegen is ten opzichte van Innsbruck, is het zeer geschikt als woongemeente. Het skigebied Axamer Lizum, waar tijdens de Olympische Winterspelen 1964 en 1976 in Innsbruck de onderdelen van het alpineskiën werden afgewerkt, is vanuit Axams over een acht kilometer lange weg bereikbaar.